# The Fugs First Album
The Fugs First Album är debutalbumet av den amerikanska musikgruppen The Fugs. Albumet släpptes först 1965 med titeln The Village Fugs Sing Ballads of Contemporary Protest, Point of Views, and General Dissatisfaction på skivbolaget Folkways Records. Gruppen bytte sedan skivbolag till ESP-Disk som återlanserade albumet med titeln The Fugs First Album 1966. Musiken är mycket opolerad och humoristiskt framförd. Ett flertal av låtarna på albumet finns med på livealbumet Golden Filth i mer rockbetonade versioner.

## Låtlista
1. "Slum Goddess" (Ken Weaver) – 1:58
2. "Ah, Sunflower, Weary of Time" (William Blake, Ed Sanders) – 2:15
3. "Supergirl" (Tuli Kupferberg) – 2:18
4. "Swinburne Stomp" (Sanders, A.C. Swinburne) – 2:50
5. "I Couldn't Get High" (Weaver) – 2:06
6. "How Sweet I Roamed" (Blake, Sanders) – 2:11
7. "Carpe Diem" (Kupferberg) – 5:07
8. "I Feel Like Homemade Shit" (Sanders) – 2:18
9. "Boobs a Lot" (Steve Weber) – 2:12
10. "Nothing" (Kupferberg) – 4:18

- Låtskrivare inom parentes.
- Spår 8 het ursprunglig "My Baby Done Left Me", men är samma låt.

## Medverkande
Musiker
- Ed Sanders – sång
- Tuli Kupferberg – percussion, sång
- Ken Weaver – congas, trummor, sång
- Steve Weber – gitarr, sång
- Peter Stampfel – fiol, munspel, sång
- John Anderson – basgitarr, sång
- Vinny Leary – basgitarr, gitarr, sång

Produktion
- Ed Sanders – musikproducent, foto
- Harry Smith – musikproducent
- Phil DeLancie – mastering
- David Gahr – foto

## Listplaceringar
- Billboard 200, USA: #142[1]